# Земплинске Копчани
Земплинске Копчани (слч. Zemplínske Kopčany) насељено је мјесто са административним статусом сеоске општине (слч. obec) у округу Михаловце, у Кошичком крају, Словачка Република.

## Становништво
| Година:    | 1994. | 2004.   | 2014.    | 2024.    |
| ---------- | ----- | ------- | -------- | -------- |
| Број људи: | 218   | 232     | 441      | 515      |
| Разлика:   |       | +6,42 % | +90,08 % | +16,78 % |

| Година:    | 2023. | 2024.   |
| ---------- | ----- | ------- |
| Број људи: | 518   | 515     |
| Разлика:   |       | -0,57 % |

Према подацима о броју становника из 2011. године насеље је имало 397 становника.